# Социолингвистика
Социолингвистиката е дял от езикознанието, който изследва съотношението между езика и неговата външна система, разбирана като среда от външни фактори (социални условия), в която той функционира.
Разглежда езика в неговия естествен социален контекст, т. е. разглежда езика на социалните общности, отчитайки структурата им и протичащите в тях процеси. 
За основател на социолингвистиката се смята американецът Уилям Лабов.